# Ал Мутана
Ал Мутана е една от 18-те области на Ирак. Населението ѝ е 814 371 жители (по оценка от юли 2018 г.), а площта 51 740 кв. км. Разделена е на 4 окръга. Граничи на юг със Саудитска Арабия.